# Francaltroff
Francaltroff è un comune francese di 780 abitanti situato nel dipartimento della Mosella nella regione del Grand Est.

## Società

### Evoluzione demografica
Abitanti censiti